# キーゼルバッハ部位

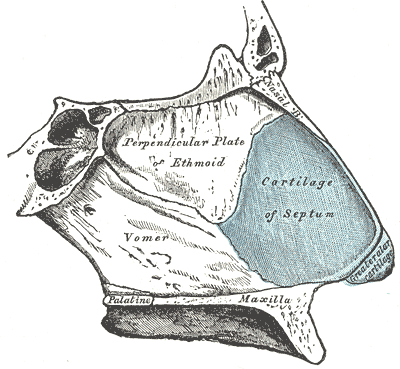
鼻の縦断面図から見たキーゼルバッハ部位

キーゼルバッハ部位（キーゼルバッハぶい、Kiesselbach's area）とは、鼻中隔の前下端部の粘膜の部位で鼻血の好発部位である。静脈が集まっているところ。鼻血はこの部分の血管が切れて出血することでよくおこる。名称はドイツの耳鼻科医ヴィルヘルム・キーゼルバッハに由来する。ドイツ語読みではキーゼルバッハであるが、英語読みでキーセルバッハと読むこともある。リトル部位（Little area）ともいう。

## 概要
鼻中隔の前下端部の粘膜には前、後篩骨動静脈、蝶口蓋動静脈、大口蓋動静脈、上唇動静脈の枝が分布し、密な血管網を形成している。そのため鼻血の好発部位となる。鼻血を止めるときは、キーゼルバッハ部位の解剖学的な位置を考慮し、出血側の鼻翼を鼻中隔の前下方に向かって押し付けると良い。